# Abberton (Essex)
Pour les articles homonymes, voir Abberton.
Abberton est un village et une paroisse civile de l'Essex, en Angleterre. Il est situé dans le nord-est du comté, à 7 km au sud de la ville de Colchester. Administrativement, il relève du borough de Colchester et partage son conseil de paroisse avec le village voisin de Langenhoe.

## Toponymie
Le toponyme Abberton provient du vieil anglais et désigne la ferme (tūn) appartenant à une femme du nom d'Eadburh. Il est attesté sous la forme Edburgetuna dans le Domesday Book, compilé en 1086.

## Géographie
Les villages d'Abberton et Langenhoe sont situés sur la route B1025 qui relie Colchester à West Mersea. La Roman (en), un affluent de la Colne, passe au nord des villages. Juste à l'ouest d'Abberton se trouve le Abberton Reservoir, un lac de retenue qui constitue la plus grande étendue d'eau douce de l'Essex.

## Histoire
Dans le Domesday Book, compilé à la fin du règne de Guillaume le Conquérant, Abberton figure comme un village de 9 foyers au sein du hundred de Winstree. Trois grands propriétaires se partagent ce domaine : le comte Eustache II de Boulogne, le shérif Swein et Ranulf Peverel.

## Démographie
Au recensement de 2011, la paroisse civile d'Abberton comptait 424 habitants.
| Année      | 1801 | 1811 | 1821 | 1831 | 1841 | 1851 | 1881 | 1891 | 1901 | 1911 | 1921 | 1931 | 1951 | 1961 | 2011 |
| Population | 150  | 176  | 203  | 202  | 248  | 279  | 244  | 252  | 199  | 179  | 208  | 183  | 201  | 177  | 424  |

## Culture locale et patrimoine

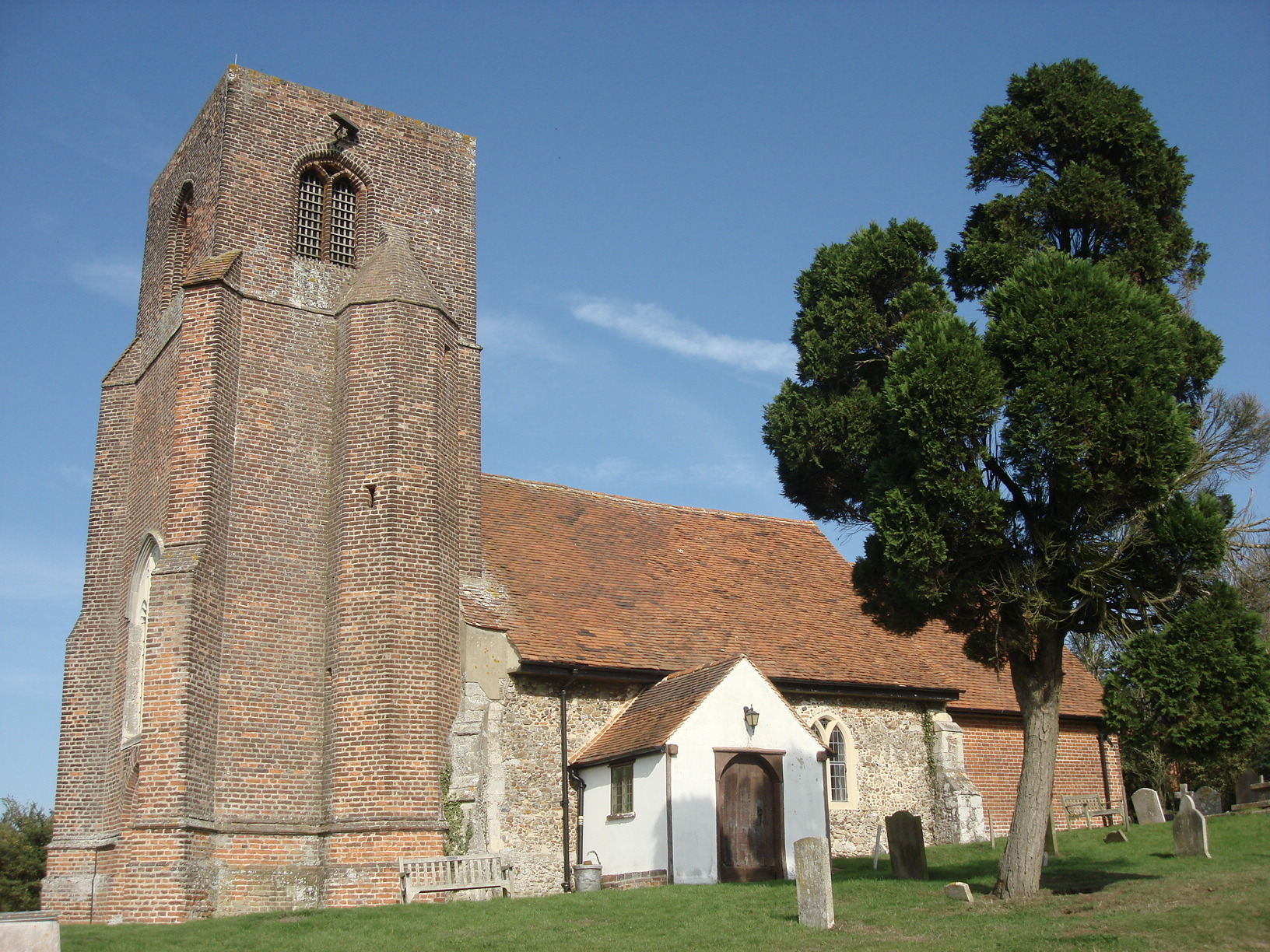
L'église d'Abberton.

L'église paroissiale d'Abberton, dédiée à saint André, remonte au XIVe siècle, mais la grande tour carrée à l'ouest date du XVIe siècle et le porche est un ajout du XVIIIe siècle. Elle constitue un monument classé de Grade II* depuis 1965.